# Keraji
Espèce
Classification phylogénétique
Keraji ou Ryoji Hana, Citrus keraji est une petite mandarine endémique de l'île de Kikai-shima, archipel Satsunan, préfecture de Kagoshima.  
Comme beaucoup de ces mini mandarines la culture de la mandarine keraji est en déclin et elle devient rare. 

## Dénomination
花良治 (Keraji) Keraji est un village de l'ile de Kikai 喜界町, (Kikai-chō), ile coralienne du district d'Ōshima, Préfecture de Kagoshima (latitude 28,29 °nord) qui a donné son nom à la petite mandarine Keraji. ケラジミカン (Keraji mikan) ou  ケラジ (Keraji), en kanji 花良治 (Keraji ou keraji Hana Ryōji) 
Nom botanique : Citrus ×keraji Yu.Tanaka (1948), synonyme Citrus nobilis var. kikaijimense Tanaka, Citrus Keraji Hort . ex Tanaka
Il ne faut pas confondre Keraji (C. keraji) et Kabuchi (C. keraji var. kabuchii Hort. ex Tanaka) les chromosomes sont différents Keraji = 1A+1B+7D+8E+1F et Kabuchi =  2B+2C+5D+7E+2F.

## Histoire
La culture aurait commencé il y a 2 siècles (2005). La production connait le succès sous l'ère Taishō. En 1927 à la suite d'une interdiction d'exportation motivée par des raisons sanitaires la culture décline. La plante demande une dizaine d'années avant de produire des fruits de qualité, le déclin se poursuit à tel point qu'elle est en danger de disparition (2012) et qu'une 花良治みかん振興会 (Keraji mikan shinkō-kai) association pour l'agrume keraji a été créée, elle devra affronter un autre déclin continu, celui de la démographie de l'ile.  

## Phylogénie

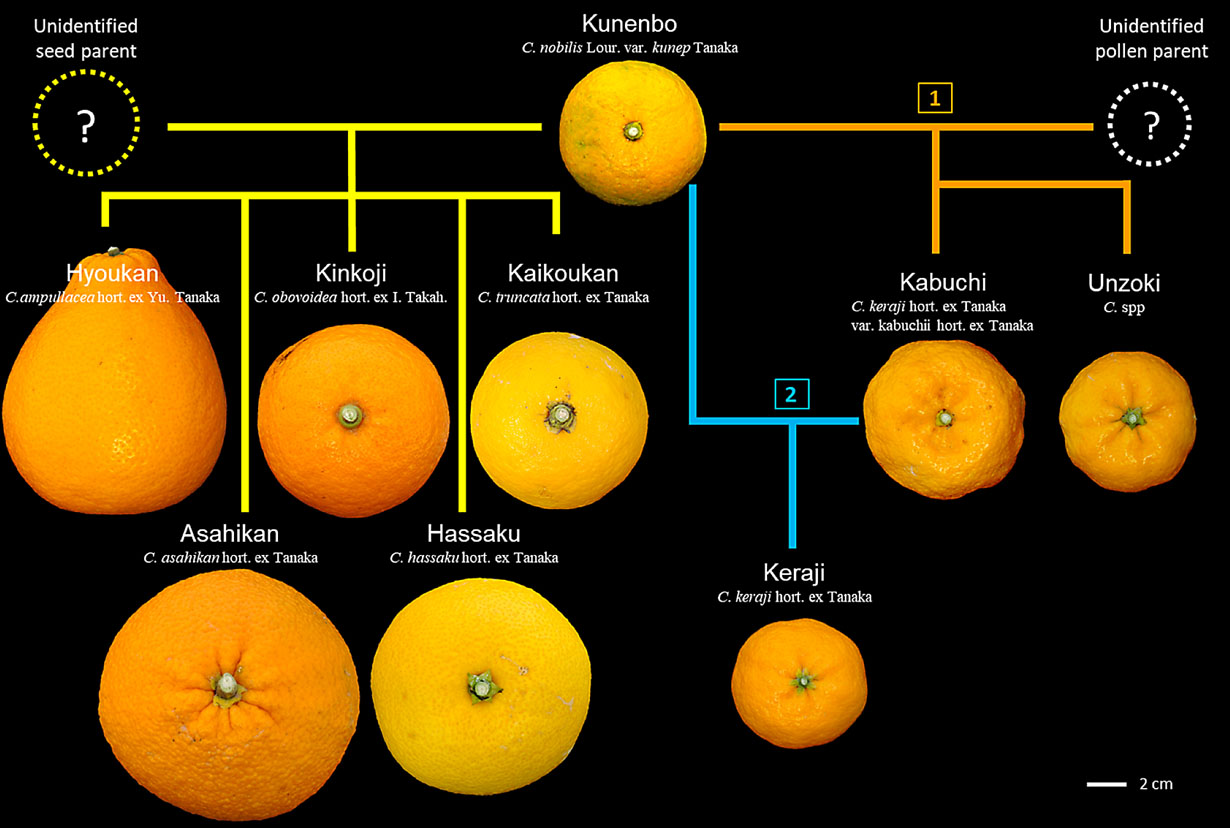
Phylogénie par Shimizu (2022)

Keraji est une progéniture rétrocroisée de Kunenbo-A, il partage tous les allèles avec kabuchi et kunenbo-A (Citrus nobilis) (Shimizu et al. 2016). En 2021, M. Yamamoto et al. confirment l'analyse: Keraji (C. keraji) est une hybridation Kunenbo et Kabuchi. Masashi Yamamoto et al. (2003) ont mis en garde à propos de l'utilisation du no de Kabuchi pour désigne Keraji source de confusion. 
Keraji est auto-incompatible mais compatible avec les diverses accessions de Kunenbo (elles-mêmes auto-incompatibles). 

## Description
Le fruit est une petite mandarine qui se récolte verte, la saison va d'octobre à décembre, l'acidité diminuant rapidement avec la maturité elle n'est comestible qu'encore verte. Le poids du fruit va de 54 à 100 g, autrement dit un peu plus gros que kabuchi. 
La plante serait résistante au gel de  −12 °C. Keraji est mentionnée sensible au Citrus leprosis virus C.

### Composants fonctionnels
Qiqi Ran et al. 2024 que C. tankan et C. keraji donnent pour principales sources de nobilétine. Or M. Yamamoto et al. (2019) trouvent dans leurs mesures des flavones polyméthoxylées de l'écorce des agrumes de Kagoshima (sinensétine, nobilétine, heptamethoxyflavone, tangéretine) des niveaux plutôt faibles comparativement au shikuwasa comme agrume témoin. Kana Ozari et al. (2006) donnent 25,2 mg/g de nobilétine chez le fruit sec à comparer avec 47,5 mg/g chez shikuwasa et autour de 30 chez la mandarine 'Dancy', C. erythrosa et kinokuni et 24,4 mg/g de tangéritine juste derrière kinokuni et shikuwasa.

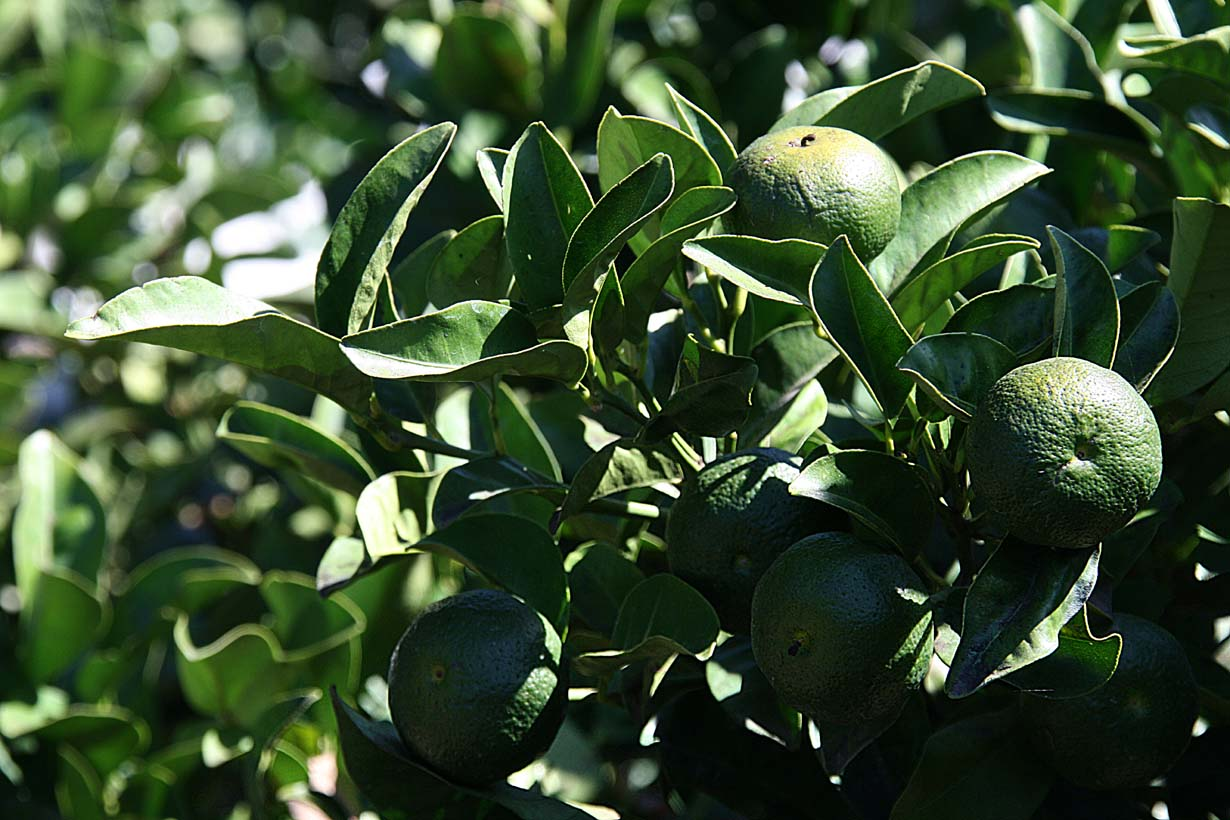
Mandarines Keraji en septembre

### Huile essentielle
Une comparaison des HE d'agrumes de Kikaijima: Keraji, Shiiku,  Kunenbo, Fusuu (C. rokugatsu hort. ex Y. Tanaka) et Kabuchi cultivar Kuriha (2017) montre que Keraji et Kabuchi contiennent de grandes quantités de polyméthoxyflavonoïdes. 
Keraji et Kunenbo sont riches en β-myrcène ce qui n'est pas le cas du Kabuchi, à l'inverse ce dernier est riche en γ-terpinène et keraji non. La comparaison avec le Kabuchi cultivar Kuriha montre que les HE ne sont pas proches. Tout en sachant que le parfum est variable: dans la comparaison Keraji-kabuchi par Yamamoto et al. (2003) les auteurs notent les parfums des fruits et ils donnent à 2 keraji récoltés en novembre le parfum de Kabuchi.